# Десимир Тошић
Десимир Тошић (рођ. Џунић) (Бела Паланка, 19. фебруар 1920 — Оксфорд, 7. фебруар 2008) био је српски и југословенски интелектуалац демократске оријентације, члан предратне Југословенске демократске странке, на чијем челу су били Љуба Давидовић и Милан Грол. У емиграцији, у којој је провео више од четири деценије, бавио се Југославијом, питањима демократизације, либерализације, дисидената, решавања националних проблема. Након повратка у земљу 1990. године учествовао је у обнови Демократске странке.

## Младост
Како сам Десимир Тошић наводи у преписци са Драгољубом Јовановићем његов отац Добросав Џунић Тошић и стриц Момир променили су презиме у гимназији на инсистирање наставника цртања, коме се није „свиђало" презиме Џунић. Десимир је основну школу завршио у Нишу и започео школовање у гимназији, а 1934. је дошао у Београд где је завршио Трећу мушку гимназију.
Десимир Тошић се у политички живот укључио још као младић пошто се већ у јесен 1938, као студент прве године београдског Правног факултета, учланио у тадашњу Југословенску демократску странку. Од јануара до августа 1939. био је представник студентске Демократске омладине у Извршном одбору Уједињене студентске омладине на Београдском универзитету. Почетком 1940. године изабран је за секретара Демократске омладине, а у новембру 1940. постаје председник ове студентске организације Демократске странке.

## Други светски рат
На самом почетку Другог светског рата Тошић се као добровољац нашао у 10. прекобројном пуку код Сарајева. Окупација сила Осовине која је уследила после Априлског рата 1941. године је забранила дејство свих политичких странака, тако да ЈДС прелази у илегалу. Десимир Тошић је у ово време члан Извршног одбора Демократске омладине.
Током немачке окупације Београда, Гестапо је фебруара 1943. ухапсио Тошића са још петорицом других чланова извршног одбора, оптужених за недозвољено политичко дејство. Прво је послат у затвор у самом Београду, затим у немачки концентрациони логор Сајмиште у Независној Држави Хрватској и најпосле је септембра 1943. интерниран на принудни рад у Нацистичку Немачку, у једно мало место између Граца и Беча (данашња Аустрија). У јуну 1944. Тошић је побегао из Аустрије у Србију, а затим почетком октобра побегао из Београда у Аустрију.

## Емиграција
Из Аустрије је 1945. отишао у Француску, затим се на 16 месеци отиснуо у Њујорк, а у Европу се вратио 1956. и дефинитивно је прешао у Велику Британију где је остао све до 1990. године. Већ након завршетка Другог светског рата, Тошић се укључио у рад емигрантских удружења тако да је вршио функције члана Извршног одбора Српске демократске омладине 1946, члана Главног одбора Савеза Ослобођење лета 1949, члана Секретаријата Главног одбора „Ослобођења“ и члана Уређивачког одбора, доцније уредника месечника „Наша реч“, који је од 1948. до 1990. излазио у Паризу и Лондону и, потом, члана Уредништва библиотеке „Наше дело“.

## Обнова ДС-a
Тошић се у септембру 1990. вратио у Србију и на првој изборној скупштини Демократске странке 29—30. септембра изабран је за потпредседника странке. На савезним изборима 1992. изабран је за посланика у Савезној скупштини Савезне Републике Југославије. Када је Драгољуб Мићуновић 1996. изашао из странке и оформио нову, Демократски центар, Тошић му се придружио и у тој новоствореној странци изабран је за потпредседника. Доцније се Демократски центар колективно утопио у Демократску странку (2004) и Тошић је изабран у два наврата за члана политичког савета Демократске странке.
Последње године живота Тошић је већим делом проводио у Србији, али је период новогодишњих и божићних празника проводио у Великој Британији тако да га је смрт затекла 7. фебруара 2008. у Оксфорду. Десимир Тошић је сахрањен 11. фебруара 2008. у Алеји заслужних грађана на београдском Новом гробљу.

## Дела
Тошић је, заједно са осталим члановима "Наше речи" показивао велико интересовање за догађаје у Југославији. Часопис је имао рубрику "Догађаји у Југославији" у којој су често објављивани коментари уз вести из земље. Заједно са Божидаром Влајићем написао је највећи број уводника (све уводнике је 2013. приредио Дејан Ђокић - "Несентиментални идеалисти: Десимир Тошић, Божидар Влајић и уводници часописа Наша реч (Париз-Лондон 1948-1990)"), а писао је и бројне текстове. Учесник је састанка у Станстеду 1963. године на коме је настао први текст нацрта за Демократску алтернативу, чији коначан текст је објављен 1982. у Лондону. Објавио је следеће књиге: "Тоталитаризам и права човека" (1948), "Српски национални проблеми" (1952), "Адам (Прибићевић) као сељачки и национални идеолог" (1958), "Стварност против заблуда" (1997), "Снага и немоћ - наш комунизам 1945-1990" (1998), "О људима" (2000), "Ко је Милован Ђилас: дисидентство 1953-1995" (2003), "Демократска странка 1920-1941" (2006), "Личне белешке" (2007). Постхумно је објављена књига Тошићевих чланака "Критиком ка просвећивању" 2008. године. Посвећене су му две књиге: "Две годишњице Десимира Тошића" (2000) и "Храст слободе - Десимир Тошић" (2007). Добитник је награде "Константин Обрадовић" за 2004. годину за допринос култури људских права. Службени гласник установио је 2008. године награду "Десимир Тошић" за најбољу књигу из публицистике и за најбољу колумну, фељтон или серију текстова.

## Награда
- Награда Десимир Тошић